# Preston Richard
Preston Richard – civil parish w Anglii, w Kumbrii, w dystrykcie (unitary authority) Westmorland and Furness. W 2011 roku civil parish liczyła 1305 mieszkańców. W granicach civil parish leżą także Crooklands, Endmoor, Low Park i Milton.